# Conchostraca
Conchostracés
Ce taxon est aujourd'hui obsolète.
 (avril 2025).
Les Conchostracés (Conchostraca Sars  1867, mot composé à partir de concha, « coquillage », et signifiant « crustacé en forme de conques », du fait de leur ressemblance avec les bivalves) sont un taxon obsolète de Crustacés branchiopodes, classé originellement au rang d'ordre. Il a ensuite été démontré que le taxon était paraphylétique, il est aujourd'hui séparé en Cyclestherides (nl) (un ordre), Laevicaudates et Spinicaudates (deux sous-ordres de Diplostracés).

## Histoire
En 1909, dans Treatise on Zoology de Sir Edwin Ray Lankester (1847-1929), William Thomas Calman (1871-1952), zoologiste écossais, subdivise les Branchiopoda en quatre ordres : Anostraca, Notostraca, Conchostraca et Cladocera. 